# Creu de terme d'en Blau
La Creu de terme d'en Blau és una creu de terme de Sant Cugat del Vallès (Vallès Occidental) situada a la plaça del Coll de la Creu d'en Blau, al límit amb el terme de Barcelona (Barcelonès).

## Descripció
Consta d'una grada de planta circular amb un únic graó elevat. El fust, el nus i la creu són de morter modelat. Al nus hi ha la representació de diversos sants. A la creu en un costat hi ha Jesucrist i, a l'altre, la Mare de Déu. Als tres extrems la creu té uns remats decoratius a tall de corona. La creu mesura 255 x 65 cm.

## Història
Aquesta creu és de factura recent, del 1974, segurament amb la intenció de recuperar l'antiga creu de terme que devia existir en aquest indret segons el topònim històric del lloc: "la creu d'en Blau". I és que en aquest punt hi ha el límit de terme municipal amb Barcelona. A més, hi confluïen dos camins, un de carener i un altre que venia de Valldoreix en direcció a Barcelona. El nom de Blau fa referència a una família veïna de la zona al segle XVII. Un fill d'aquesta família va ser assassinat aquí.
L'any 2020 un home va decidir pintar la creu amb colors pel seu compte i va ser posat a disposició judicial. Aquest fet va motivar la restauració de la creu l'any 2021, encàrrec executat per l'empresa Ideart Restaura SL. Aquesta acció va consistir a treure la pintura amb decapant i aigua a pressió. També es van segellar les fissures i les cavitats. El restaurador va ser Roger Xarrié Poveda.